# Republiek Krakau
De republiek Krakau (Pools: Rzeczpospolita Krakowska) of Vrije Stad Krakau (Pools: Wolne Miasto Kraków) was een door het Congres van Wenen in 1815 in het leven geroepen stadstaat die onder protectie van de buurstaten Rusland, Pruisen en Oostenrijk stond en in 1846 door het laatstgenoemde land werd geannexeerd. Gedurende haar bestaan was de republiek het enige deel van het oude Polen dat zelfstandig was.

## Geschiedenis
De stad Krakau (Kraków) kwam bij de Derde Poolse Deling (1795) aan Oostenrijk, maar werd in 1809 door Napoleon veroverd en bij het hertogdom Warschau gevoegd. Dit hertogdom werd na de val van Napoleon ontmanteld en op het Congres van Wenen aan Rusland (Congres-Polen) en Pruisen (Posen) toegekend. Aangezien men het over Krakau niet eens werd, verklaarde men deze stad en de omliggende gebieden tot vrije, onafhankelijke en strikt neutrale stad.
Deze stadstaat werd op 3 mei 1815 officieel opgericht en ontving daarbij ook een grondwet. De legislatieve macht lag bij de Kamer van Afgevaardigden die door middel van censuskiesrecht werd gekozen. De uitvoerende macht
lag bij de twaalf leden tellende Senaat met aan het hoofd een president. Het rechtssysteem was gebaseerd op de Code Civil en Frans handels- en strafrecht. De republiek was een tolvrij gebied. De Jagiellonische Universiteit had het recht studenten uit alle drie de buurlanden aan te nemen.
Vanuit Krakau werden gedurende de Novemberopstand (1830-1831) wapens naar Congres-Polen gesmokkeld en een deel van de bevolking sloot zich bij de opstand aan. Nadat de opstand was neergeslagen werd de autonomie van de stadstaat dan ook beperkt. De drie buurlanden moesten sinds 1833 elke nieuwe president goedkeuren en de politie werd onder Oostenrijkse leiding gesteld.
Toen Krakau in 1836 niet inging op een eis de Senaat uit te wijzen, rukte in februari van dat jaar Oostenrijkse, Russische en Pruisische troepen binnen. De drie beschermende machten vergrootten hun macht op de republiek nog meer. In 1837 ontruimden de Oostenrijkse troepen Krakau, maar na de moord op een vermeende Russische spion in 1838 bezette Rusland het wederom voor een periode van drie jaar.
Plannen voor een nieuwe opstand in 1846 werden door verraad in Oostenrijk bekend. De Poolse rebellen zagen hierop van hun opzet af, behalve in Krakau, waar het nieuws van het verraad niet was doorgedrongen. De Krakauer Opstand die uitbrak, mislukte en had een nieuwe Oostenrijkse en Russische bezetting tot gevolg. De drie machten grepen deze gelegenheid aan om de republiek, ondanks protesten van het Verenigd Koninkrijk en Frankrijk, op te heffen en bij Oostenrijk in te lijven. Krakau werd op 16 november 1846 als groothertogdom Krakau bij het Oostenrijkse koninkrijk Galicië en Lodomerië gevoegd.

## Presidenten
- 1815-1831: Stanisław Wodzicki
- 1831-1833: geen
- 1833-1836: Kacper Wielogłowski
- 1836-1839: Józef Haller de Hallenburg
- 1839-1839: Antoni Bystrzonowski (a.i.)
- 1839-1839: Jan Chrzciciel Schindler (a.i. )
- 1839-1840: Antoni Bystrzonowski (a.i.)
- 1840: Jan Chrzciciel Schindler (a.i.)
- 1840: Antoni Bystrzonowski (a.i.)
- 1840: Jan Chrzciciel Schindler (a.i.)
- 1840: Antoni Bystrzonowski (a.i.)
- 1840: Jan Chrzciciel Schindler (a.i.)
- 1840-1841: Antoni Bystrzonowski (a.i.)
- 1841-1846: Jan Chrzciciel Schindler

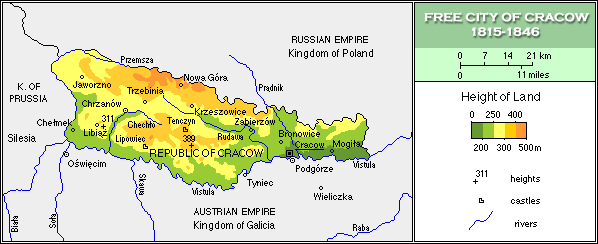
Republiek Krakau 1815-1846